# ماتياس أندرسون
ماتياس أندرسون (بالسويدية: Mattias Andersson)‏ (7 أكتوبر 1981 في السويد - ) هو لاعب كرة قدم سويدي في مركز الهجوم. لعب مع نادي أود ونادي سترومسغودست ونادي فريدريكستاد ونادي هكن وRaufoss Fotball ‏ وفاسترا فرولندا ‏ وRaufoss IL ‏ وMjällby AIF ‏.

## روابط خارجية
- ماتياس أندرسون على موقع قاعدة بيانات كرة القدم.إي يو (الإنجليزية)
- ماتياس أندرسون على موقع Soccerway.com (الإنجليزية)